# Evangelische Kirche Wehen

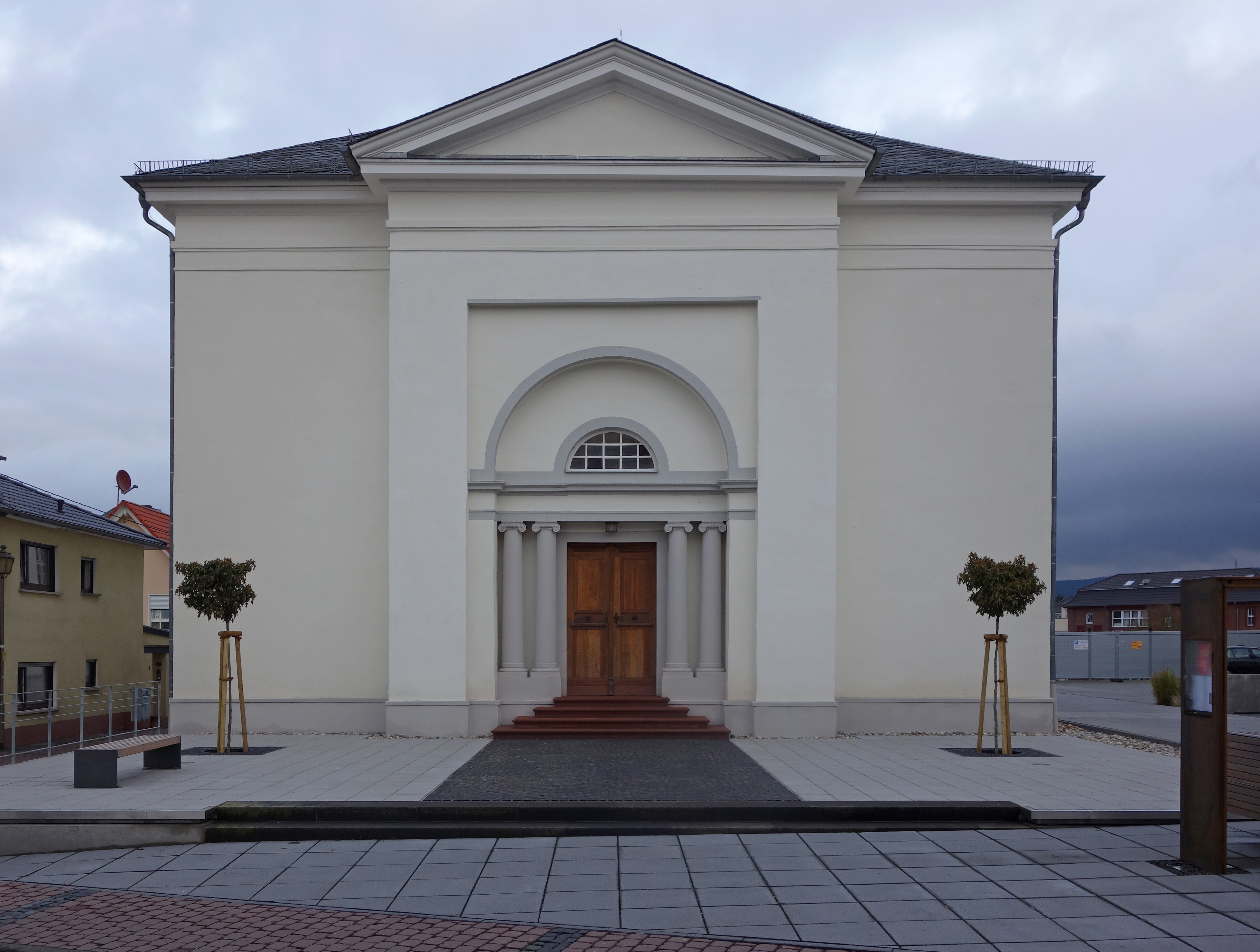
Ev. Kirche Taunusstein-Wehen – Außenansicht

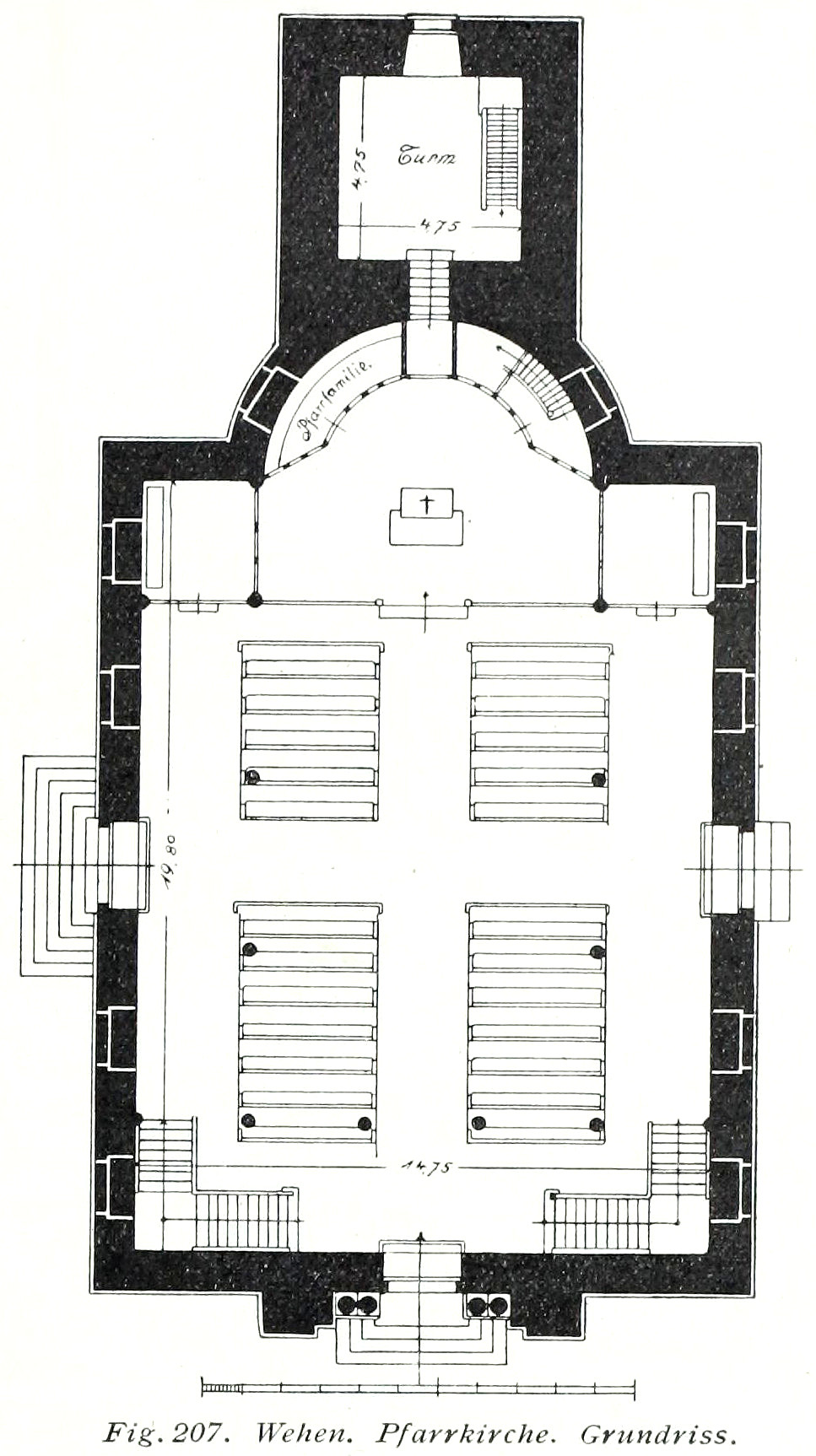
Grundriss der Pfarrkirche (1914)

Die Evangelische Kirche Wehen ist eine klassizistische Saalkirche am Rande des alten Ortskerns des heutigen Taunussteiner Ortsteils Wehen. Sie wurde 1810 bis 1812 nach Plänen des Oberbaurats Carl Florian Goetz erbaut und ist zusammen mit der St. Dionysiuskirche in Kelkheim-Münster die älteste klassizistische Kirche im Herzogtum Nassau und mit großer Wahrscheinlichkeit die älteste klassizistische Kirche in der EKHN. Sie steht heute unter Denkmalschutz.

## Entstehungsgeschichte

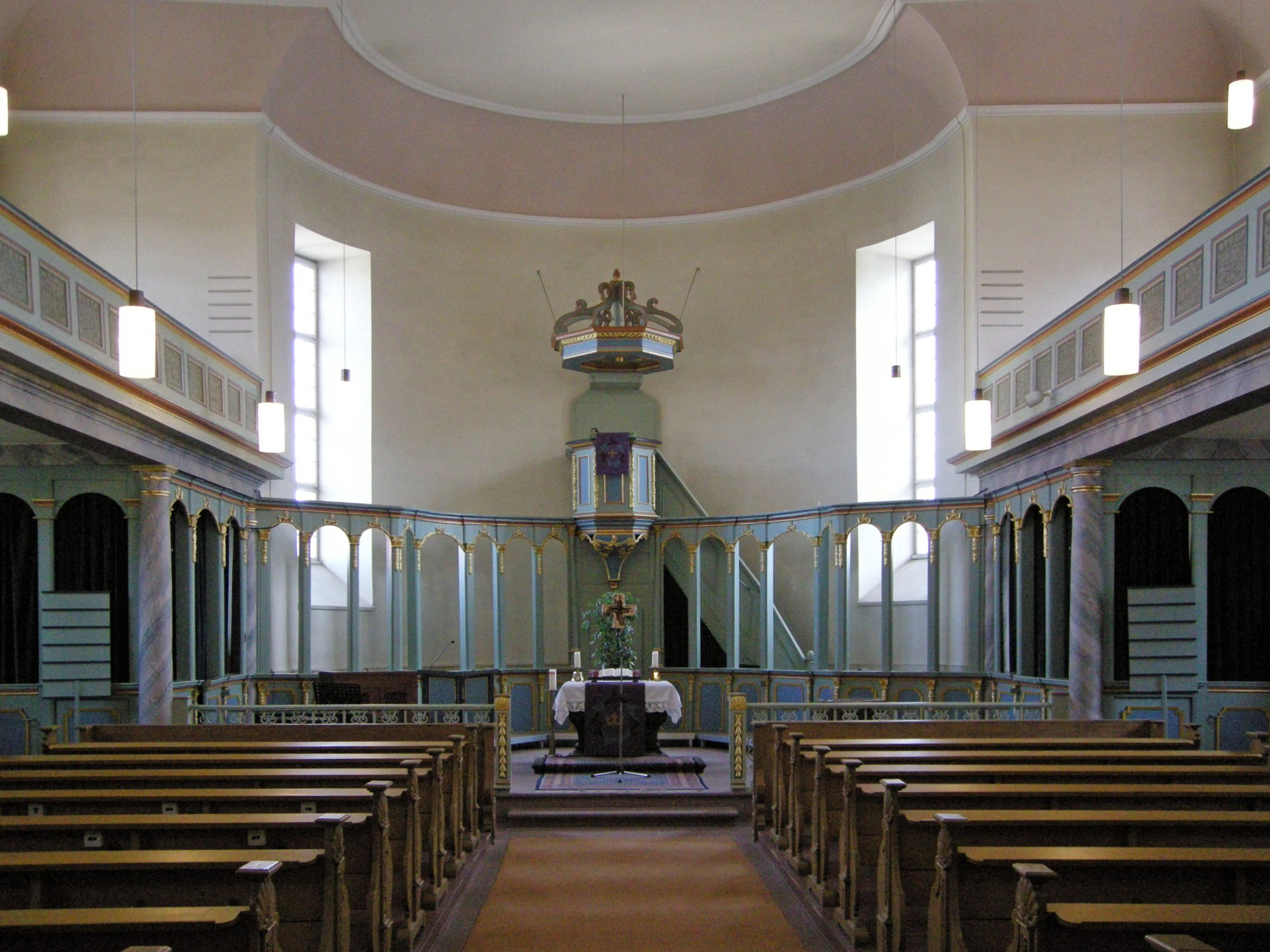
Evangelische Kirche Taunusstein-Wehen – Innenansicht

Die erste Kirche in Wehen war eine 1359 entstandene Kapelle, die dem Kloster Bleidenstadt zugeordnet war. 1731 wurde die Kapelle erweitert und umgebaut. Wegen Baufälligkeit musste sie 1809 abgerissen werden. Außerdem war die alte Kirche zu klein geworden. Spätestens 1782 setzten die Überlegungen zur Reparatur bzw. zu einem Neubau der Kirche ein. 1805 wurde Baurat Carl Florian Goetz aufgefordert, vor Ort zu überprüfen, ob und zu welchen Kosten die Kirche zu reparieren sei. Laut Goetz war „die alte Kirche keiner Reparatur fähig“.
Man suchte nach einem neuen Bauplatz, auf dem eine größere Kirche nach dem Entwurf Goetz’ errichtet werden sollte. Auf dem Gelände des früheren fürstlichen Jagdzeughauses vor der Stadtmauer wurde ein geeigneter Platz für einen Neubau gefunden. Die alte Stadtbefestigung wurde als Steinbruch für den Kirchenbau genutzt.
Auch andere Quellen wurden aufgetan, um die Kosten für den Neubau zu senken. Die Aufhebung der Klöster stellte eine willkommene Möglichkeit für viele Fürstenhöfe und Kirchen dar, sich deren Ausstattung anzueignen. Baudirektor Goetz (ab 1805 zusammen mit Christian Zais) betreute den Rückbau der Rheingauer Klöster und hatte so den ersten Zugriff auf das Inventar. Aus dem Kloster Eberbach wurden Sandsteinsäulen und -platten geholt, aus der Klosterkirche Marienhausen stammen Orgel, Kanzel, Chorgestühl, Glocke und Turmuhr, aus dem Kloster Gottesthal 24 Kirchenbänke.
Eingeweiht wurde die Kirche am 11. Oktober 1812. Sie war damals wie heute nach der Unionskirche in Idstein die größte Kirche im Untertaunus. Der Idsteiner Kantor Johann Christian Herrmann komponierte die Einweihungskantate, die von einem „vollbesetzten“ Orchester begleitet wurde. Den Text dazu verfasste der Wehener Amtmann Carl Ibell.

## Gebäude

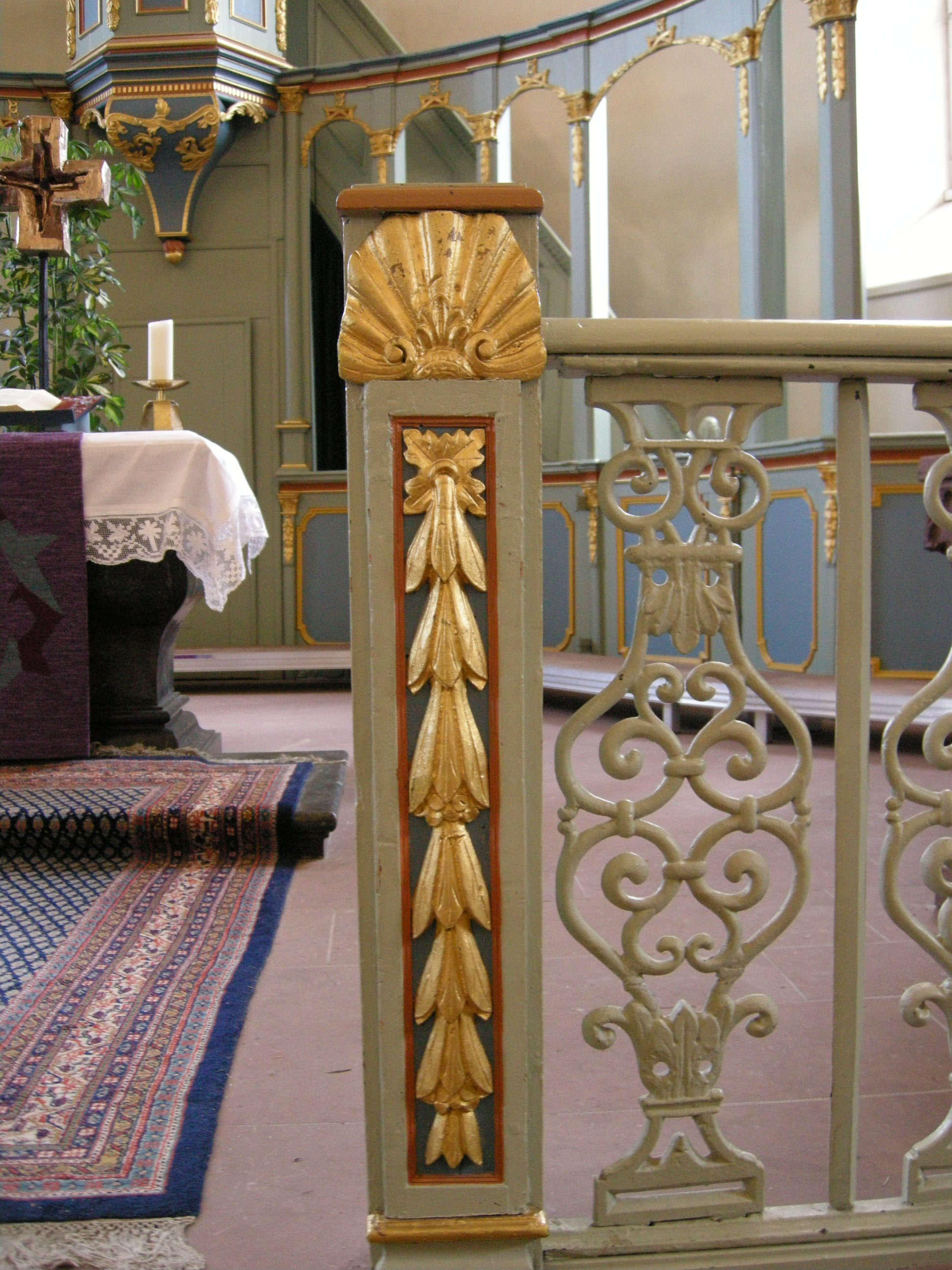
Blick in die Apsis

Der schlichte Saalbau verfügt über ein breites Kirchenschiff und niedriges Walmdach, an der Ostseite befindet sich eine schmalere halbrunde Apsis und ein Turm mit flachem Zeltdach. Die Westfassade wird von einem Mittelrisalit mit Dreiecksgiebel und dem von zwei ionischen Säulenpaaren umschlossenen Portal gegliedert. Die Gestaltung der Westfassade weist auf den Einfluss von Christian Zais hin. Beide Seitentüren zeigen klassizistische Ornamente. Im Inneren tragen schlanke Holzsäulen die auf drei Seiten umlaufende Empore. Sowohl im Grundriss, als auch in der Seitenansicht der Kirche lassen sich die Proportionsverhältnisse des Goldenen Schnitts nachweisen.
Der schwarze Altar aus Lahnmarmor ist eine Schenkung des Fürsten Carl Wilhelm von Nassau 1722 und wurde aus dem Vorgängerbau übernommen. Eine Besonderheit stellt das gusseiserne Brüstungsgitter dar, das die Apsis vom Kirchenschiff trennt.
1912 – zum 100-jährigen Jubiläum der Kirche – erfolgte eine große Innenrenovierung. Der Architekt und Kirchenbaumeister der Ev. Kirche in Nassau Ludwig Hofmann plante diese Arbeiten. Die Kirche erhielt nun eine reichhaltige Ausmalung: Kassettendecke, florale Ornamentmalerei in den Emporenfüllungen und  Wandmalereien in der Apsis. Eine weitere Innenrenovierung erfolgte 1958. Die heutige Farbfassung stammt von 1977.
Der Taufstein mit seinem spätromanischen Rautenwerk ist das älteste Stück in der Ev. Kirche Wehen. Erst seit 1975 steht er in Wehen, er wurde bei Ausgrabungsarbeiten in Bitburg gefunden, restauriert und von der Gemeinde erworben.

## Orgel

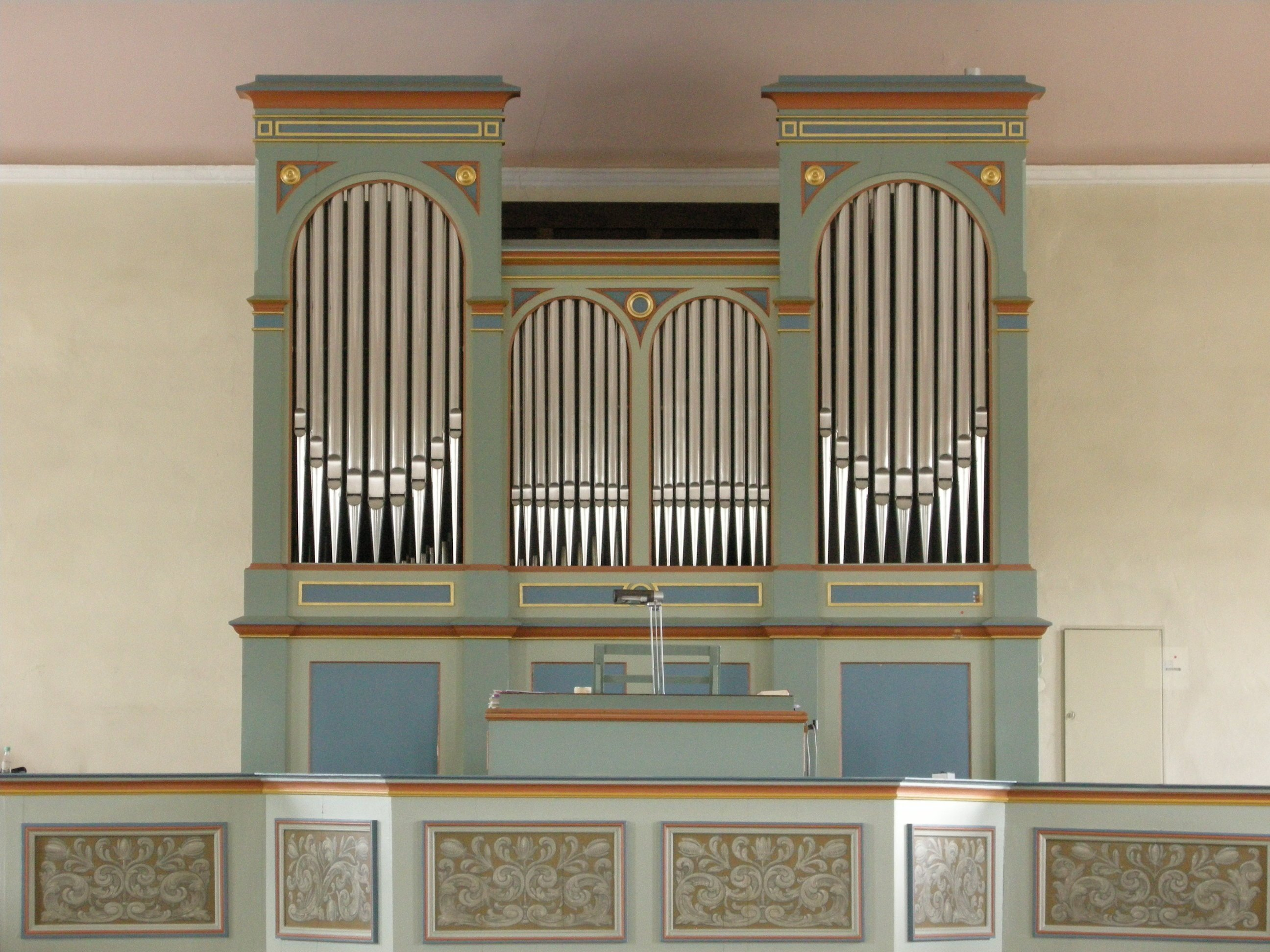
Voit-Orgel von 1890

Die erste Orgel in der Ev. Kirche Wehen stammte aus der Klosterkirche Marienhausen (Orgelbauer bislang unbekannt). Mit dem Orgelbauer Embach aus Rauenthal wurde 1835 ein Wartungsvertrag abgeschlossen. Weihnachten 1898 versagte das Instrument den Dienst komplett.
1899 wurde die 1890 von Heinrich Voigt für die altkatholische Gemeinde Wiesbaden gebaute Orgel erworben. Sie ist eine der wenigen weitgehend original erhaltenen Instrumente des Wiesbadener Orgelbauers. 1952 kam es zu einem Umbau der Orgel durch Orgelbauer Katzer aus Bleidenstadt. Es wurde ein elektrisches Gebläses eingebaut. Dem Geschmack der Zeit entsprechend wurde die Orgel umgebaut: Die Streicherregister und die Mixtur wurden entfernt und durch neue, neobarocke Register ersetzt. Im Oktober 1999 wurde sie durch Orgelbau Hardt restauriert und in den Originalzustand zurückgeführt.
| I Manual C–f3 |     |   |
| Untersatz     | 16′ | o |
| Prinzipal     | 8′  | o |
| Holzflöte     | 8′  | o |
| Gambe         | 8′  | z |
| Oktave        | 4′  | o |
| Mixtur III–IV |     | r |

| II Manual C–f3 |    |   |
| Gedeckt        | 8′ | o |
| Salicional     | 8′ | z |
| Aeoline        | 8′ | z |
| Traversflöte   | 4′ | o |

| Pedal C–d1 |     |   |
| Subbass    | 16′ | o |
| Cello      | 8′  | o |

- Koppeln:
  - Normalkoppeln: II/I, I/P
  - Suboktavkoppel: II/I
- Spielhilfen: Tutti

Anmerkungen
o = Original 1889
r = Rekonstruktion durch Hardt 1999
z = Rekonstruktion durch Hardt 1999 mit zeitgenössischen Pfeifenmaterial von Voigt bzw. Raßmann